# Krzysztof Wydrzycki
Krzysztof Wydrzycki (ur. 1963, zm. 21 lutego 2008 w Południowej Afryce) – polski dziennikarz, współzałożyciel i naczelny pierwszej motocyklowej gazety w Polsce, miesięcznika „Świat Motocykli” powstałego w 1993, a także szef magazynu „Świat Skuterów” i katalogu „Motocykle Świata”. Popularyzator motoryzacji w Polsce, fotografik.  
Zginął śmiercią tragiczną podczas testów motocykli, organizowanych przez BMW w RPA.